# Przełom (grupa literacka)

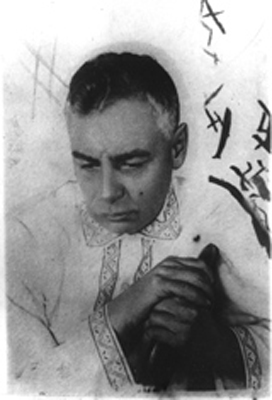
Aleksander Voronski

Przełom (ros. Pieriewał) – rosyjska grupa literacka działająca w Moskwie w latach 1923–1932.
Grupa została założona na przełomie 1923 i 1924 przez pisarzy, którzy opuścili grupy Młoda Gwardia i Październik, nie zgadzając się z ich programem. Skupili się oni wokół czasopisma „Krasnaja now”, wydawanego przez Aleksandra Woronskiego. Początkowo w skład grupy wchodzili Artiom Wiesioły, Michaił Swietłow, Michaił Gołodny, Aleksandr Jasny. Później dołączyli m.in. Iwan Katajew, Nikołaj Diemientjew, Eduard Bagricki, Andriej Płatonow, Nikołaj Ogniow, Michaił Priszwin, Aleksandr Małyszkin, Nikołaj Zarudin. Od 1927 grupa była atakowana przez ideologów i funkcjonariuszy partyjnych, zaś część członków odeszła z jej składu (m.in. Diemientjew, Gołodny, Ogniow, Bagricki, Małyszkin, Priszwin). W latach 1924–1929 grupa wydała sześć almanachów Pieriewał, w roku 1930 i 1932 dwa almanachy Rowiesniki (Rówieśnicy), zaś w 1930 antologię Pierewałcy (Przełęczanie). Ostateczna likwidacja grupy nastąpiła w 1932 po uchwale KC WKP(b), reorganizującej życie literackie. Po 1937 część członków grupy, m.in. Zarudin, Leżniew, Katajew, Wiesioły, padła ofiarą represji stalinowskich.
Program artystyczno-ideowy grupy opierał się na tekstach Aleksandra Woronskiego (nie był on jednak członkiem grupy). Pieriewałowcy uznawali socjalistyczne i społeczne funkcje sztuki. Głosili też jednak hasła twórczej wolności, prawo do wyboru tematu i form warsztatowych. Opowiadali się za pogłębioną formą realizmu, doceniając znaczenie tradycji literackiej. Pozytywnie odnosili się też do twórczości poputczików. Grupie zarzucano zbytni liberalizm ideologiczny oraz odchodzenie od ideałów komunistycznych, mimo że grupa podkreślała swój komunistyczny rodowód.